# Anne Gadegaard
 Der er for få eller ingen kildehenvisninger i denne artikel, hvilket er et problem. Du kan hjælpe ved at angive troværdige kilder til de påstande, som fremføres i artiklen.

Anne Mondrup Gadegaard (født 7. november 1991 i Aarhus) er en dansk sangerinde og blogger.

## Tidlig karriere
Anne Gadegaard er datter af Pan Gadegaard og Dorthe Jensen. I maj 2003 deltog hun i, og vandt, MGP 2003 (Børnenes Melodi Grand Prix) med sangen "Arabiens drøm". Efter succesen ved MGP udgav hun fem album med børnesange.
Anne Gadegaard blev nomineret til Årets Danske Børneudgivelse ved Danish Music Awards 2006.
I 2008 var hun med til at skrive støttesangen "En Verden til Forskel" til Danmarksindsamlingen sammen med andre tidligere MGP-vindere.
Gadegaard tog Handelsskolens Grunduddannelse på Aarhus Købmandsskole, hvorfra hun blev student i 2011. Under hendes uddannelse blev hendes mor og manager, Dorthe Jensen, syg med brystkræft. I marts 2010 tabte hendes mor kampen til kræften. I maj 2012 mistede Gadegaard sin mormor til kræft. Gadegaard er ambassadør for Kræftens Bekæmpelses Støt Brysterne.
I samarbejde med pladeselskabet "U&!" udgav hun sin første single i 2010, "Blah blah".

### 2011-nu
I sommeren 2011 startede hun sin livsstilsblog. Bloggen blev en del af bloggernetværket Bloggers Delight.
Gadegaard deltog i Dansk Melodi Grand Prix 2015 med sangen "Suitcase". Den fik en andenplads efter Anti Social Medias "The Way You Are". Gadegaard vandt på seerstemmerne, men da både seerstemmerne og juryens stemmer var talt op, gik sejren til Anti Social Medias. Senere i 2015 udgav hun "Booty Call" sammen med den danske rapper Emil Stabil.

## Diskografi

### CD udgivelser
- Arabiens drøm (2003)
- Ini Mini Miny (2004)
- Chiki Chiki (2005)
- De første og største hits (2006)
- Annes jul (2006)

### Single udgivelser
- "Arabiens drøm" (2003)
- "Chiki Chiki" (2005)
- "Kan du mærke beatet" (2005)
- Here We Go med Amalie & Frederikke, SHOUT, Cool Kids, Sebastian, Jeppe og Kaj & Andrea (2005)
- "En verden til forskel" med Nicolai Kielstrup, Amalie, Seb, Mathias og Foz'n's (2008)
- "Blah Blah" (2010)
- "Bag skyerne" (2013)
- "Suitcase" (2015)
- "Booty Call" med Emil Stabil (2015)